# Cyamus boopis
Cyamus boopis is een ectoparasitaire vlokreeft uit de familie van de walvisluizen (Cyamidae). De wetenschappelijke naam van de soort werd in 1870 gepubliceerd door Christian Frederik Lütken.
Cyamus boopis komt uitsluitend voor op bultruggen en voedt zich met huid en algen. Er is geen bewijs dat Cyamus boopis werkelijk schadelijk voor de bultrug is, maar men vermoedt dat de bultrug deze parasiet wel als hinderlijk ervaart.

## Synoniemen
- Cyamus pacificus Lütken, 1873[4]